# Zbirka zemljopisnih karata i atlasa Nacionalne i sveučilišne knjižnice u Zagrebu
Zbirka zemljopisnih karata i atlasa Nacionalne i sveučilišne knjižnice u Zagrebu, zbirka je građe posebne vrste koja skuplja, čuva, obrađuje i daje na korištenje sve vrste karata i atlasa.

## Povijesni prikaz
Zbirka zemljopisnih karata i atlasa utemeljena je 1945. godine kao zasebna jedinica Knjižnice. Nastala je odabirom iz njezinih fondova, iz prikupljenog obveznog primjerka, iz darova i ostavština znamenitih pojedinaca (B. Krčelića, obitelji Patačić, V. Gaja, M. Sabljara, R. Ž. Franjetića) te darova mnogobrojnih ustanova.

## Djelatnost
U Zbirci se sakupljaju, čuvaju, obrađuju i daju na korištenje sve vrste karata i atlasa. Posebna pozornost poklanja se fondu starije i vrijedne kartografske građe te nacionalnom fondu i kontroli obveznog primjerka. Djelatnici Zbirke obavještavaju korisnike iz područja kartografije te pružaju stručnu pomoć znanstvenicima i studentima u izradbi njihovih radova.

## Fond zbirke
U fondu Zbirke zastupljene su sve vrste karata – pregledne, tematske, topografske karte svih mjerila, planovi i pomorske karte, stare karte, rukopisne karte, astronomske karte i sve vrste atlasa. Fond Zbirke sustavno je izgrađivan i podjednako popunjavan po zemljopisnim područjima. Više od 70 % fonda odnosi se na područje srednje, južne i jugoistočne Europe. Polovinu cjelokupnog fonda predstavlja prostor Hrvatske. Zbirka sadrži i priručnu knjižnicu s referentnim djelima iz područja kartografije i specijalnog knjižničarstva. U Zbirci se nalazi približno 42 000 listova zemljopisnih karata, približno 1500 svezaka atlasa te približno 600 svezaka knjiga priručne knjižnice.

## Osobito vrijedna građa
Osobitu vrijednost predstavlja zbirka starih atlasa: nekoliko izdanja Orteliusa, Mercatora, Hondiusa, više Blaeuovih izdanja (Atlas Major, 8 vol.), atlasi Jaillota, Marsiglia, Homanna, Lottera, Seuttera, Isolario Bordonea, Coronellija, 2 izd. Geographiae C. Ptolemaeusa, iznimno vrijedni rukopisni pomorski atlas Jadrana C. F. Beautemps-Beauprea (1806) itd. Od vrednijih karata valja izdvojiti: Fries, Tabula V. Europae, 1522; Coppo, Tabula Histriae, 1575; Hirshvogel, Schlavoniae, Croatiae… 1573; Stier, Koenigreichs Ungarn, 1684; više od 10 karata Dalmacije i kontinentalne Hrvatske V. M. Coronellija; Mueller, Hungariae Regni, 1709; karte Dalmacije i Istre A. Zatte; Lipszky, Hungariae, Croatiae… 1806; Mappa Dioecesis Zagrebiensis, 1825; planovi grada Zagreba i drugih hrvatskih gradova iz XIX. stoljeća itd. Nezaobilazne su, također, i rukopisne karte, od kojih se osobito ističe zbirka nacrta i planova Osijeka i Tvrđe u Osijeku.

## Katalozi
Mrežni katalog NSK te katalozi na listićima: stručno-regionalni, topografski i abecedni katalozi kartografske građe.

## Korištenje
Građa se koristi samo unutar čitaonice Zbirke gdje se daju sve potrebne informacije, referencije i narudžbe. Preslikavanje građe nije dopušteno, osim pojedinačnih listova novijih atlasa i knjiga priručne knjižnice.
Naručivanje digitaliziranih preslika kartografske građe moguće je jedino u svrhu znanstvenog i stručnog rada. Digitalizirane preslike u druge svrhe (osobne, komercijalne itd.) nije moguće naručiti.

## Vanjske poveznice
- Portal NSK  Arhivirana inačica izvorne stranice od 18. veljače 2012. (Wayback Machine)